# Eric J. Garcia
Eric J. Garcia, född 21 oktober 1977 i Albuquerque i New Mexico i USA, är en Chicano-konstnär med verksamhet inom allt från historiskt oljemåleri till litografiska affischer. Garcias bana inom den politiska satiren inleddes under hans tid i flygvapnet, där han först började göra teckningar som narrades med hans kamrater inom det militära, vilket senare kom att utvecklas till satir när han insåg bildernas politiska slagkraftighet. Han gick på universitetet i New Mexico där han tog en Bachelor of Fine Arts, baserat på bland annat en Chicano-studie. Han var under studietiden anlitad som karikatyrtecknare för studenttidningen Daily Lobo. Han är också medarbetare för en veckotidning i Alibi i Albuquerque. Han engagerar sig med sitt konstnärskap i den latinamerikanska frihetskampen och hans verk används av gräsrotsrörelser från Mexiko till Bolivia.

## Priser och utmärkelser
Associated Press Best Graphic Illustrator for a College Newspaper